# 在良村
在良村（ありよしむら）は三重県桑名郡にあった村。現在の桑名市中心部の西南西、員弁川の左岸、三岐鉄道北勢線の沿線にあたる。

## 地理
- 河川：員弁川、蓮花寺川

## 歴史
- 1889年（明治22年）4月1日 - 町村制の施行により、西別所村・額田村・蓮花寺村・増田村・稗田村の区域をもって発足。
- 1951年（昭和26年）3月2日 - 桑名市に編入。同日在良村廃止。

## 交通

### 鉄道路線
- 三重交通
  - 北勢線（現・三岐鉄道北勢線）
    - 西別所駅 - 稗田前駅（1969年廃止） - 蓮花寺駅 - 在良駅

### 道路
現在は旧村域に東名阪自動車道の桑名インターチェンジが所在するが、当時は未開通。